# Lammijärvi (Hietaniemi socken, Norrbotten, 735862-183699)
Lammijärvi är en sjö i Övertorneå kommun i Norrbotten och ingår i Sangisälvens huvudavrinningsområde. Sjön har en area på 0,0583 kvadratkilometer och ligger 126 meter över havet.

## Delavrinningsområde
Lammijärvi ingår i det delavrinningsområde (736046-183421) som SMHI kallar för Inloppet i Kukasjärvi. Medelhöjden är 99 meter över havet och ytan är 9,37 kvadratkilometer. Räknas de 26 avrinningsområdena uppströms in blir den ackumulerade arean 432,52 kvadratkilometer. Avrinningsområdets utflöde Sangisälven (Raitajoki) mynnar i havet. Avrinningsområdet består mestadels av skog (71 procent). Avrinningsområdet har 0,52 kvadratkilometer vattenytor vilket ger det en sjöprocent på 5,5 procent.